# پیرلوئیجی مارزوراتی
پیرلوئیجی مارزوراتی (انگلیسی: Pierluigi Marzorati؛ زادهٔ ۱۲ سپتامبر ۱۹۵۲) بازیکن بسکتبال اهل ایتالیا است.
وی در مسابقات کشوری و بین‌المللی در مجموع برندهٔ ۱ مدال طلا، ۱ مدال نقره، ۴ مدال برنز شده‌است.